# Danielle Florens
Marie Thérèse Juliette Danielle Florens (7 de noviembre de 1964) es una botánica francesa especializada en el estudio de los helechos. Florens también es conservadora, profesora, taxónoma, y exploradora. Sus trabajos están mayormente orientados hacia la taxonomía de pteridofitas, con énfasis en Cyatheaceae y en especial Cyathea. Ha realizado expediciones botánicas a Italia, Comoros, Madagascar, Reunión y a Tahití.

## Carrera
De 1987 a 2003, desarrolló actividades de asistencia técnica al Mauritius Sugarcane Industry Research Institute (MSIRI), en el Departamento de Agronomía y Malezas; y, se trasladó al herbario de la isla Mauricio, después de trabajar en la flora local.
En 1985, obtuvo un B.Sc. en botánica y geografía con la Universidad de Sudáfrica. Realizó una pasantía de botánica en el Jardín Botánico de Misuri, en octubre de 1999, con trabajo de campo sobre helechos con la Dra. F. Rakotondrainibe, siendo parte del equipo multidisciplinario del doctor S. Goodman.
Desarrolla actividades académicas y científicas en la École Pratique des Hautes Études, Laboratorio de Fitomorfología, Museo Nacional de Historia Natural, en París.

## Algunas publicaciones

### Cap. de libros
- s.m. Goodman, l. Wilmé (eds.) 2003. Nouveaux résultats d'inventaires biologiques faisant référence à l'altitude dans le complexe des massifs montagneux de Marojejy et d'Anjanaharibe-Sud. Recherches pour le Développement, Série sciences biologiques 19: 27–68.
  - france Rakotondrainibe, a. Rasolohery, f. Raharimalala, d. Florens. Les Ptéridophytes des forêts denses humides au nord et à l'ouest de la cuvette d'Andapa (Nord-Est de Madagascar) : composition floristique et densité des peuplements, gradients de distribution des taxons.

## Membresías
- de la Société Botanique de France[8]